# 소치항
소치항은 전라남도 여수시 신덕동에 있는 어항이다. 2007년 8월 8일 어촌정주어항으로 지정하여 관리하고 있다. 시설관리자는 여수시장이다.

## 어항 구역
- 수역: 북위 34°48′15″, 동경 127°46′09″의 지점에서 N30°E방향으로 50m점과 이 점에서 N60°W방향으로 35m점과 이 점에서 N30°E방향으로 90m점과 이 점에서 N30°W방향으로 105m점과 이 점에서 S60°W방향으로 60m점과 이 점에서 S30°E방향으로 65m점과 이 점에서 S30°W방향으로 70m점과 이 점에서 N60°W방향으로 55m점과 이 점에서 N10°W방향으로 육지부를 연결하는 선을 따라 형성된 공유수면[1]

## 어항 시설
- 방파제 108m

## 기본 계획
- 방파제 148m[1]

## 정비 계획
- 방파제 40m[2]

## 주요 어종
- 꽃게, 문어